# Haroeris
| G5 | wr · r | A40 |

| G5 | wr · r | A40 |

Haroeris era la più importante forma sincretica del dio Horo, con il culto nella città di Letopoli, ovvero l'antica Sekem, capitale del II nomoi del Basso Egitto.

Horus il vecchio

Divinità originaria di Behdet, nel XVII distretto del delta aveva gli epiteti di "L'Antico" ed "Il Grande" derivanti dal suo nome egizio Hor-wr e non deve essere confuso con Horo di Khemmis chiamato Harsiesi il Giovane.
Questi epiteti non identificavano il dio ma rappresentavano solo un aspetto di Horo dalla natura molto complessa.
Come divinità astrale era collegato alla luce solare e lunare poiché il suo occhio destro era il Sole ed il sinistro la Luna ma sotto quest'ultimo aspetto veniva chiamato Mekhentyrty. Era rappresentato stante ed in forma ibrida con corpo umano e testa di falco sulla quale recava la doppia corona pschent, in egizio Pa-Sekhemty. Se invece era raffigurato assiso sul trono con l'amuleto ankh e lo scettro uas prendeva il nome di Horo-Heri-Khenduf forma sincretica di Haroeri.
Nella cosmogonia di Eliopoli era uno dei figli di Geb e Nut nato nei giorni epagomeni mentre secondo i Testi delle piramidi era figlio di Ra e fratello di Seth che durante una lite gli strappò un occhio ma questa leggenda venne successivamente attribuita ad Horo figlio di Osiride.
Come tutte le divinità primordiali formava una triade con la dea Tasentnofret ossia "la perfetta sorella" e con il dio bambino Panebtaui ossia "il Signore delle Due Terre". Di quest'ultimo esisteva anche un mammisi destinato alle cerimonie della sua nascita divina.
Nel culto, dalle complicate teorie, Tasentnofret era la sorella del dio Shu di cui Haroeris ne assumeva spesso le caratteristiche, come dimostrano i rilievi del Tempio di Kôm Ombo giustificando così l'epiteto di "la perfetta sorella", ma era anche la sua paredra identificabile in Tefnet ossia "la dea lontana" figlia di Ra.
Horo di Behdet cioè Haroeris "Il grande", era connesso e ne prendeva le caratteristiche anche di Horo di Edfu divenendo in seguito la divinità guerriera che difendeva il Sole dai suoi nemici e che fondò il regno del Delta.